# Сіленус
Сіленус — газове родовище в Екваторіальній Гвінеї, розташоване за понад 100 км на захід від острова Біоко у Гвінейській затоці.

## Характеристика
Відкриття здійснили в офшорному ліцензійному блоці R на північний захід від родовища Фортуна. Тут в 2014 році бурове судно Titanium Explorer спорудило розвідувальну свердловину Silenus East-1. Закладена в районі з глибиною моря 1450 метрів, вона пройшла через газонасичені інтервали завтовшки 67 метрів. Ресурси родовища оцінюються у 34 млрд м3, що є другим показником у блоці R.
Розробка Сіленус планується як другий етап розвитку блоку R (на першому введуть в експлуатацію зазначене вище родовище Фортуна).